# Ptychoptera alina
Ptychoptera alina är en tvåvingeart som beskrevs av Krzeminski och Peter Zwick 1993. Ptychoptera alina ingår i släktet Ptychoptera och familjen glansmyggor.
Artens utbredningsområde är Armenien. Inga underarter finns listade i Catalogue of Life.